# شبکه بدامن
شبکه بدامن (Tpbedamn یک اسم رمز است) یکی از نخستین پروژه‌هایی بود که در چارچوب همکاری اینتلیجنس سرویس و سازمان سیا بر مبنای امکانات غنی بومی سازمان اطلاعات مخفی بریتانیا و بودجه کلان سیا آغاز شد و مسؤولیت آن به عهده شاپور ریپورتر قرار گرفت. مطابق با دستورالعمل NSC 10/2 برای مقابله با "فعالیت‌های اتحاد جماهیر شوروی، "سیا در اواخر دهه ۱۹۴۰ این شبکه را راه اندازی کرد که یک برنامه گسترده برای تضعیف نفوذ کمونیسم با یک میلیون دلار در سال با بودجه بود. فعالیت آنها شامل کاشت مقالات و کارتون در روزنامه‌های محلی، ساخت سازمان‌های ناسیونالیستی راستگرا و تندروی مذهبی، تحریک اقدامات خشونت‌آمیز و سرزنش آنها بر کمونیست‌ها و استخدام اراذل و اوباش برای شکستن تظاهرات توده ایها بود. دو ایرانی، علی جلالی و فرخ کیوانی این فعالیت‌ها را به صورت محلی انجام می‌دادند که کدهایی به نام نرن و سیلی توسط سیا برایشان در نظر گرفته شده بود.

## تأسیس
در اواخر سال ۱۹۵۰ یا اوایل سال ۱۹۵۱، دو ایرانی به نام علی جلالی و فرخ کیوانی به سفارت ایالات متحده نزدیک شدند و پیشنهاد دادند که می‌توانند برای تضعیف نفوذ شوروی در ایران و تقویت سلطنت کار کنند. رئیس ایستگاه سیا گوریان تشخیص داد که جلالی و کیوانی دارای شبکه ای هستند و درک خوبی از اطلاعات دارند. گورن ترتیبی داد که آنها به ایالات متحده سفر کنند، جایی که کرمیت روزولت و دیگرافسران سیا آنها را ارزیابی کردند و نتیجه گرفتند که می‌توانند بسیار مفید باشند. آنها اثربخشی خود را در ژوئیه سال ۱۹۵۱ با داشتن عوامل تحریک نشان دادند و یک تظاهرات قلابی را ظاهراً توسط حزب توده در برابر آوریل هریمن فرستاده ایالات متحده ترتیب دادند. هریمن آمده بود تا تلاش کند و اختلاف نفت را حل کند. سیا در این زمان برای استخدام جلالی و کیوانی مصمم شد و به آنها اسم رمزهای نرن و سیلی را داد. ویلبر در ژانویه سال ۱۹۵۲ به تهران رفت
تکالیف شش‌ماهه برای کار با جلالی و کیوانی و اطلاعات بیشتر در مورد شبکه و توانایی‌های آنها جمع شد و آنها به زودی به عنوان عامل اصلی در بدامن تعیین شدند. در ملاقات ویلبر و داربییر در نیکوزیا، جلالی و کیوانی بیش از صد عضو زیر مجموعه در شبکه خود داشتند و بدامن بودجه ای در محدوده ۵۰۰۰۰۰ تا ۱ میلیون دلار در سال داشت. تقریباً ۱ درصد از کل بودجه ۸۲ میلیون دلاری سیا برای عملیات پنهانی. ویلبر شبکه را به داربی شایر توصیف کرد اما نامها را فاش نکرد، فقط اسامی دو عامل دیگر ایرانی را به او گفت.

## عملکرد
در تیم عملیات انتشاراتی و دروغ‌پراکنی انگلیسی‌ها در ایران دکتر زنر و خانم لمبتون قرارداشتند که به‌ویژه برای همکاری با «شرکت نفت ایران و انگلیس» از سوی سازمان مخفی اطلاعات بریتانیا به ایران اعزام شده بودند؛ و در تیم سیا، ریچارد کاتم مسوول جنگ روانی و جعل مدارک سیاسی در دوران جنبش ملی شدن صنعت نفت بود. عملیات بدامن بر دو محور متمرکز بود: عملیات نفوذی – سیاسی و عملیات تبلیغی – فرهنگی - توسعه جعل تاریخ باستان در ایران با محوریت زبان فارسی.
دومین پروژه مشترک بدامن عملیات تبلیغی – فرهنگی بود که گروه وسیعی از نویسندگان و روزنامه نگاران و روشنفکران ده‌ها نشریه و روزنامه را در خدمت داشتند. از مهم‌ترین اعضای شبکه مطبوعاتی و روشنفکری بدامن باید به: نصرت‌الله معینیان، دکتر مظفر بقائی کرمانی، علی جواهر کلام و … اشاره کرد.
بخشی از کارکرد شبکه شاپور ریپورتر به جعلیات اختصاص داشت که بر محور بزرگ نمایی خطر کمونیسم استوار بود و بیشتر به منظور تحریک روحانیون ساده اندیش و غیر سیاسی و توده مردم علیه وضع موجود و جلب همدردی آنان با محمدرضا شاه به عنوان تضمین کننده کشور در مقابل سلطه کمونیسم به کار می‌رفت. یکی از ماهرانه‌ترین و معروف‌ترین جعلیات شاپور ریپورتر، خاطرات مجعول ابوالقاسم لاهوتی است. کتاب فوق توسط شاپورجی تقریر و توسط علی جواهر کلام تحریر شد و دو صفحه اول آن به خط عباس شاهنده نوشته شد و توسط چاپخانه فرمانداری تهران به چاپ رسید.
مارک گازیوروسکی در رابطه با شبکه مطبوعاتی «بدامن» که از سوی سازمان سیا در ایران ایجاد شده بود، چنین می‌نویسد:
«بدامن، یک برنامه تبلیغاتی و سیاسی بود که از طریق شبکه‌ای به سرپرستی دو تن ایرانی با نام‌های رمز «نرن» و «سیلی» اداره می‌شد و ظاهراً بودجه سالانه‌ای معادل به یک میلیون دلار داشت. در بخش تبلیغات، «بدامن»، مقالات و کاریکاتورهای ضد کمونیستی تهیه و در اختیار جراید ایران می‌گذاشت. هم چنین پخش کتب و نشریاتی در انتقاد از اتحاد جماهیر شوروی و حزب توده ایران و شایعه پراکنی و غیره را انجام می‌داد. بخش عملیات که به اصطلاح «سیاه» نام داشت، در جهت رو گردانی ایرانیان از حزب توده ایران، وسیله گروه‌های مزدور خیابانی، برای درهم ریختن تظاهرات توده ای‌ها و کمک‌های مالی به سازمان‌های راست‌گرای ضد کمونیست، مانند احزاب «سومکا» و «پان ایرانیسم» که پیوسته در خیابان‌های تهران با دستجات توده‌ای زد و خورد می‌کردند، رهبری می‌شد.»
تهیه شده توسط متین امینی رحمان (همدان)